# Chu Čeng-jen
Chu Čeng-jen (čínsky pchin-jinem Hú Zhèngyán, znaky 胡正言; asi 1584/1585–1673/1674) byl čínský malíř, kaligraf, řezbář pečetí, tiskař a vydavatel. Žil v Nankingu, kde vlastnil a s rodinou provozoval vydavatelství zvané Studovna deseti bambusů. V něm podstatně rozvinul tiskařskou techniku, takže byl schopen tisknout mnohobarevné ilustrace s jemnými barevnými přechody. Jeho nejznámějším dílem, vytvořeným ve spolupráci s dalšími umělci, je Příručka malířství a kaligrafie Studovny deseti bambusů (Š’-ču-čaj šu-chua-pchu), která se tiskla ještě dvě stě let po svém vzniku. Jeho podnik také vydával katalogy pečetí, akademické a odborné texty, poezii a ozdobné dopisní papíry.
Chu byl i uznávaným řezbářem pečetí a dokonce vytvořil pečeť pro Ču Jou-sunga, v letech 1644–1645 císaře dynastie Jižní Ming se sídlem v Nankingu. Za odměnu mu byla nabídnuta nižší funkce ve vládním aparátu, kterou však odmítl. Po pádu mingského státu a nástupu nového čchingského režimu se stáhl z veřejného života a omezil se na vedení rodinného podniku.

## Jména
Chu Čeng-jen používal zdvořilostní jméno Jüe-cchung (čínsky pchin-jinem Yuecong, znaky zjednodušené 曰从, tradiční 曰從) a pseudonymy Cch’-kung (čínsky pchin-jinem Cìgōng, znaky 次公), Mo-an lao-žen (čínsky pchin-jinem Mòān lǎorén, znaky 默菴老人) a Š’-ču-čaj ču-žen (čínsky pchin-jinem Shízhú zhǔrén, znaky zjednodušené 十竹斋主人, tradiční 十竹齋主人).

## Život

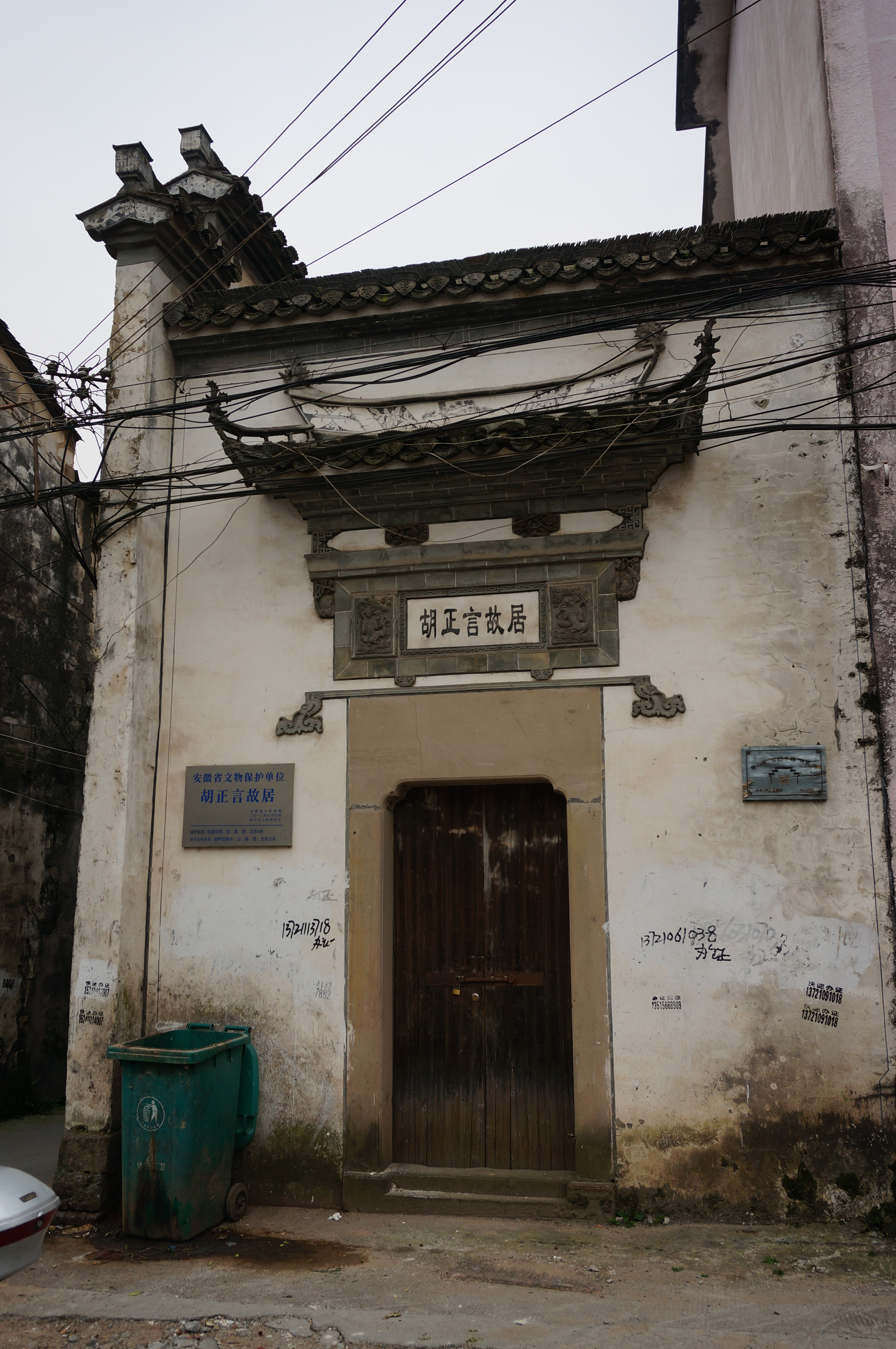
Vchod do Chu Čeng-jenova domu v Siou-ning

Chu Čeng-jen se narodil v okrese Siou-ning (v mingské prefektuře Chuej-čou, v moderní provincii An-chuej) roku 1584 nebo začátkem roku 1585. Jeho otec i starší bratr Chu Čeng-sin (胡正心) provozovali lékařství v oblastech kolem Lu-anu a Chuo-šanu. Chu Čeng-jen cestoval s nimi poté, co dosáhl třicítky. Proto je obvykle i Chu Čeng-jen považován za lékaře, ačkoli nejranější zdroje, které to tvrdí, pocházejí až z druhé poloviny 19. století.
Někdy před rokem 1619 se Chu Čeng-jen přestěhoval do Nankingu, kde žil se svou manželkou příjmením Wu. Bydleli v domě na Ťi-lung-šanu (雞籠山), nyní také známém jako Pej-ťi ke, kopci stojícím severně od městských hradeb. V přední části pozemku rostlo více než deset bambusů. Podle nich Chu Čeng-jen pojmenoval své sídlo Š’-ču-čaj (十竹齋). Š’-ču (十竹) je „deset bambusů“, čaj (齋) značí studovnu, zejména studovnu literárního učence, esejisty a kritika. Česky je překládána jako Síň deseti bambusů, Studovna deseti bambusů, Studio deseti bambusů, Ateliér u deseti bambusů. Dům fungoval i jako sídlo jeho tiskařského podniku, v němž zaměstnával deset zkušených řemeslníků, včetně obou bratrů, Čeng-sina a mladšího Čeng-singa (正行) a synů Čchi-pchua (其樸) a Čchi-iho (其毅). Pravděpodobně najímal i malíře vytvářející některé ilustrace.
Během Chuova života byla dynastie Ming, která vládla Číně necelá tři století, svržena a nahrazena dynastií Čching. Po pádu mingského hlavního města Pekingu v roce 1644 a smrti císaře Čchung-čena vznikla nová mingská vláda v Nankingu v čele s Čchung-čenovým bratrancem Ču Jou-sungem na císařském trůnu. Chu Čeng-jen, který byl známý řezbou pečetí a výborným pečetním písmem, vytvořil pečeť nového císaře. Vláda mu za odměnu nabídla místo písaře sekretariátu (čung-šu še-žen, 中書舍人), obvykle udělované řemeslníkům pracujícím u císařského dvora, ale Chu ho nepřijal, ačkoli poté titul čung-šu še-žen použil v některých svých osobních pečetích.
Podle Ztracené historie jihu (Nan-ťiang i-š’, 南疆繹史) čchingského učence Wen Žuej-lina před čchingským dobytím Nankingu Chu Čeng-jen studoval na tamní Národní univerzitě a jako student přidělený na ministerstvo obřadů sepisoval oficiální vládní výnosy. V uznání za svou práci byl přijat do akademie Chan-lin, ale než mohl jmenování přijmout, byl Peking dobyt Mandžuy. Wenova práce byla vytištěna až roku 1830, poté co delší dobu kolovala v rukopisech. Avšak vzhledem k tomu, že Chu Čeng-jenovy biografie sestavené jeho současníky neobsahují žádnou zmínku o těchto událostech, byla jeho kariéra od univerzity do akademie zřejmě vymyšlena až po jeho smrti, s cílem předvést ho jako úspěšného vzdělance a úředníka.
Chu Čeng-jen se roku 1646, po dobytí Nankingu a většiny Číny mandžuskou dynastií Čching, stáhl z veřejného života, zřejmě kvůli svému spojení s Ču Jou-sungovým režimem, a soustředil se na práci v rodinném nakladatelství. Až do pozdního věku udržoval kontakty s kolegy z uměleckých kruhů, například Siao Jün-cchungem a Lü Liou-liangem, kteří ho navštívili v letech 1667 a 1673. Zemřel v devadesáti letech věku (podle tradičního čínského počítání) koncem roku 1673 nebo začátkem roku 1674.

## Umělecká a nakladatelská činnost

### Řezba pečetí

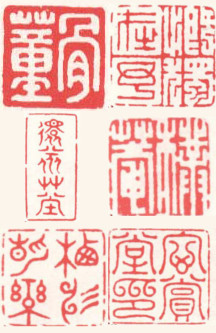
Příklady otisků Chu Čeng-jenových pečetí

Chu Čeng-jen byl dovedný kaligraf, který ovládal všechny styly čínského písma – písmo pečetní, úřednické, kurzivní i konceptní, jako nakladatel vyráběl i kvalitní papír a tuš. Vynikl však jako řezbář pečetí, vyrábějící osobní pečetě pro četné hodnostáře. Jeho styl vycházel z klasického pečetního písma dynastie Chan, přičemž následoval chuejčouskou školu řezby pečetí, založenou jeho současníkem Che Čenem. Chuova kaligrafie, ačkoli kompozičně pečlivě vyvážená, byla poněkud hranatější a pevnější než klasické modely, které si bral za vzor. Na rozdíl od jiných chuejčouských umělců Chu nepoužíval běžnou praxi imitace vlivů stárnutí na pečetě, pomocí nichž se řezbáři pokoušeli vyvolat pocit starobylosti přibližující jejich pečetě starověkým vzorům.
Chu Čeng-jenovy práce byly známy i mimo jeho region. Čou Liang-kung, úředník, básník a znalec umění žijící v Nankingu ve stejnou dobu jako Chu, uvedl ve svém Životopise řezbářů pečetí (Jin-žen čuan, 印人傳), že Chu „pro cestovatele hledající poklady vytváří miniaturní kamenné plastiky s nápisy ve starobylém pečetním písmu“, z čehož vyplývá, že jeho řezbářské práce byly oblíbené u návštěvníků a cestovatelů procházejících Nankingem.
V roce 1644 Chu Čeng-jen přijal úkol vytvořit novou císařskou pečeť pro mingského císaře v Nankingu Ču Jou-sunga; k práci se připravil půstem a modlitbami, poté vyřezal pečeť. Panovníkovi představil své dílo společně s esejem Velké vzývání pečeti (Ta-pao čen, 大寶印), ve kterém naříkal nad ztrátou Čchung-čenových pečetí a prosil Nebesa o milost při jejich obnovení. Chu byl znepokojen, že by jeho esej mohl být přehlížen, protože ho nenapsal v rýmovaném pravidelném paralelním stylu (pchien-tchi, 駢體), vyžadovaném při psaní takzvaných osmidílných esejů u úřednických zkoušek, ale přesto jeho podání i samotná pečeť byly mingským císařským dvorem přijaty.

### Vydavatelství

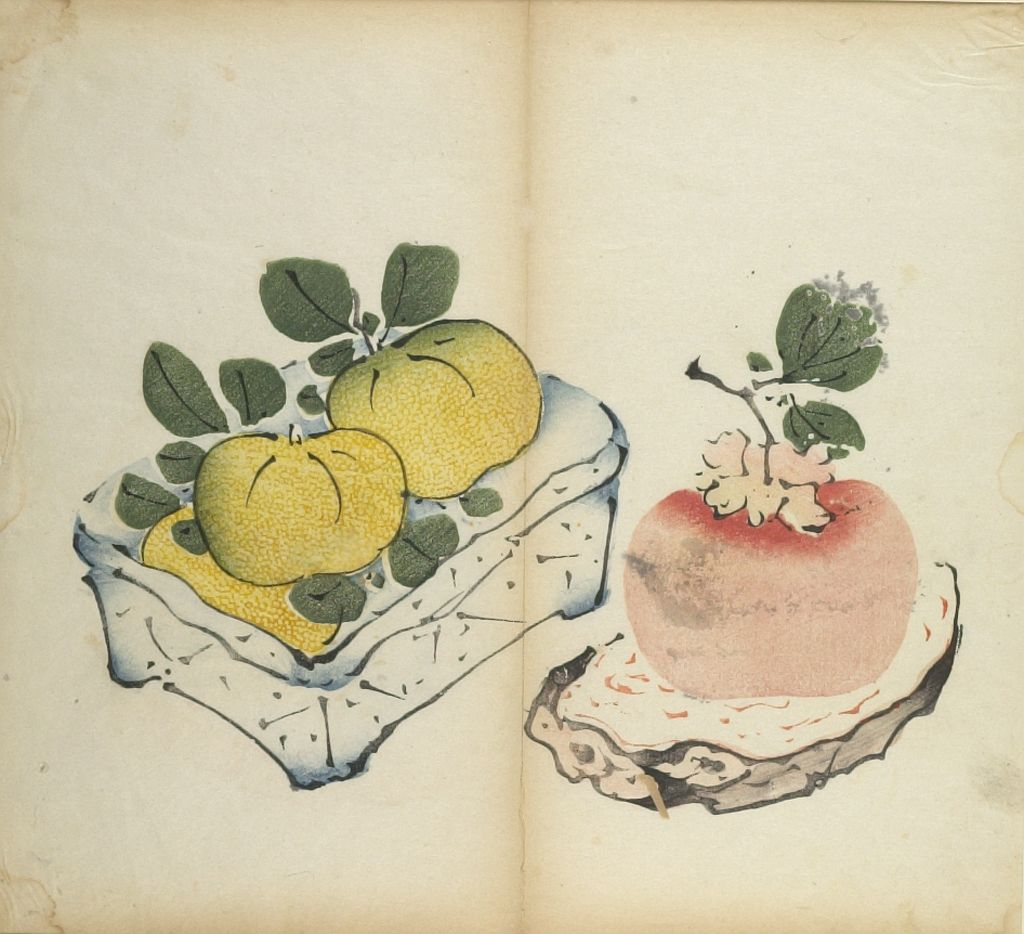
Kaki a tři žluté mandarinky, ilustrace z Příručky malířství a kaligrafie Studovny deseti bambusů, ukázka barevných přechodů v knižní ilustraci dosažených Chu Čeng-jenovými tiskovými metodami.

Přes svou pověst umělce a řezbáře pečetí byl Chu Čeng-jen především vydavatel. Jeho nakladatelství vydávalo práce o kaligrafii, poezii a umění; lékařské učebnice; knihy o etymologii a fonetice; a díla konfuciánských klasiků, jakož i komentáře k nim. Na rozdíl od jiných vydavatelů v regionu nepublikoval dramata, romány, ani jinou beletrii. Zaměření na akademické texty bylo pravděpodobně důsledkem umístění nakladatelství: vrch, na kterém se Chu usadil, byl právě na sever od nankingské státní univerzity Kuo-c’-ťien, spolehlivého odbytiště akademických textů, příruček a učebnic. V letech 1627–1644 Chu Čeng-jenovo nakladatelství vytisklo přes dvacet knih tohoto druhu, zaměřených na majetné a vzdělané publikum. K nejranějším publikacím nakladatelství patřily lékařské učebnice, z nichž první, Ověřené léky pro deset tisíc nemocí (Wan-ping jen-fang, 萬病驗方) byla zveřejněna roku 1631 a znovu vydána o deset let později. Chu Čeng-jenův bratr Chu Čeng-sin byl lékař a zdá se, že i autor těchto knih.

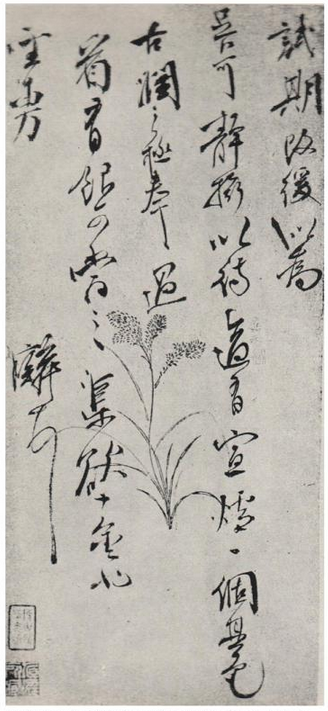
Dopis Chuova současníka a mingského loajalisty Cou Č’-lina, na dekorativním papíru Studovny deseti bambusů

Během 30. let 17. století Chu Čeng-jen vydával také politické práce sestavené vysokými úředníky mingské vlády; například roku 1633 Životopisy příkladných [služebníků] mingského císaře (Chuang Ming piao-čung ťi 皇明表忠紀), soubor biografií úředníků věrných druhému mingskému císaři Ťien-wenovi, sestavený významným hodnostářem Čchien Š’-šengem, a Edikty mingských císařů (Chuang Ming čao-č’, 皇明詔制), soubor vybraných výnosů mingských panovníků. Po pádu dynastie Ming Chu svůj dům a podnik přejmenoval na Síň zakořeněnou v minulosti (Ti-ku-tchang, 迪古堂) na znamení své věrnosti zaniklé dynastii, přestože (zřejmě v dotiscích starších knih) nadále používal i značku Deset bambusů. Navzdory Chuově odchodu z veřejného života po roce 1646 podnik pokračoval v publikační činnosti i za nové, čchingské vlády, přičemž se zaměřil na katalogy pečetí vyrobených Chu Čeng-jenem pro zákazníky z Nankingu a okolí.
V mingském období technika barevného tisku v Číně značně pokročila. Ve svém podniku Chu Čeng-jen experimentoval s různými variantami tiskových forem, hledal způsob výroby mnohobarevných tisků a reliéfního potisku. Nakonec byl schopen vydat některá díla v barvě jako první tiskař v Číně, přičemž používal techniku tisku známou jako tou-pan jin-šua (饾板印刷, „uspořádané desky“). Způsob tisku spočíval v použití více dřevěných tiskových forem (štočků), jedné pro každou barvu a část obrazu. Tisk byl dlouhý a pečlivý proces, který vyžadoval vyrytí třiceti až padesáti štočků a až sedmdesát obarvení a otisků štočků na jednu ilustraci. Chu rovněž používal podobnou techniku tisku z více tiskových desek nazývanou tchao-pan jin-šua (套板印刷), používanou už v jüanském období před dvěma stoletími, ale v jeho době opět přicházející do módy. Zdokonalil ji zavedením stírání některých barev z desek před tiskem; to mu umožnilo dosáhnout gradaci a modulaci odstínů, která dříve nebyla možná.
V některých tiscích Chu využil techniku slepotisku, známou jako „reliéfní vzory“ (kung-chua, 拱花) nebo „ražené desky“ (kung-pan, 拱板), spočívající v použití dřevěné desky bez barvy, která na papír otiskla pouze reliéfní vzor. Používal ji k vytvoření plastického efektu u mraků a ke zvýraznění vody nebo květů a listů u rostlin. Byla to nová technika, vynalezená Chuovým současníkem Wu Fa-siangem, také vydavatelem z Nankingu. Wu ji poprvé použil ve svém Katalogu rozličných dopisních papírů z Pavilónu květů (Luo-süan pien-ku ťien-pchu, 蘿軒變古箋譜), vydaném roku 1626. Chu i Wu používali reliéfní tisk k výrobě ozdobných dopisních papírů, jejichž prodej poskytoval doplňkový příjem jejich podnikům.

### Nejvýznamnější tisky

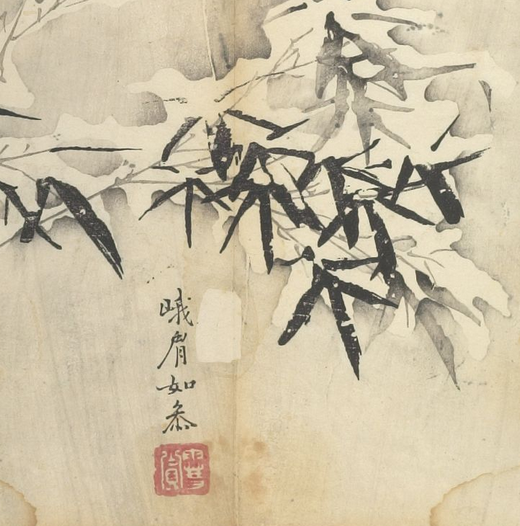
Zasněžený bambus, ilustrace z Příručky malířství a kaligrafie Studovny deseti bambusů

Chuovo nejpozoruhodnější dílo je Příručka malířství a kaligrafie Studovny deseti bambusů (Š’-ču-čaj šu-chua-pchu, 十竹齋書畫譜), antologie 186 ilustrací, 140 básní a 30 stran textu od zhruba třiceti různých umělců, malířů a kaligrafů (včetně samotného Chu Čeng-jena), publikovaná roku 1633. Sestává z osmi sekcí, které jsou rozděleny vždy na dva svazky. Každá sekce je věnována jedné z kategorií přírodnin, a sice orchidejím, bambusu, květům švestek, tušovým květinám (v kruhových kompozicích), skalám, ptákům a ovoci, v osmé všeobecné sekci jsou příklady z předešlých kategorií a listy květin. Některé z těchto sekcí byly již dříve vydány samostatně. Kniha měla sloužit jako umělecká učebnice, s pokyny pro správné držení štětce a vysvětlením technik psaní a kreslení, přičemž obsahovala i několik ilustrací určených malířům-začátečníkům ke kopírování. Ačkoli tyto instrukce obsahovaly pouze sekce o orchidejích a bambusu, kniha je i tak prvním příkladem kategorizačního a analytického přístupu k čínské malbě. Je také první čínskou knihou vytištěnou barevným dřevotiskem. Chu v ní používal svou metodu soutisku více tiskových forem pro získání gradace barev v ilustracích. Příručka je vázána v motýlkové vazbě (chu-tie čuang, 蝴蝶裝), v níž jsou vytištěné dvoustránkové listy přeloženy na polovinu a slepeny v místě ohybu, takže ve výsledku ilustrace zabírají dvě stránky a chybí mezera běžně oddělující text nebo obrázek na jednotlivých stránkách. Cambridgeská univerzitní knihovna v srpnu 2015 vydala kompletní digitální scan příručky, zahrnující veškerý text i ilustrace. Charles Aylmer, vedoucí čínského oddělení Univerzity v Cambridgi, digitalizaci komentoval slovy „vazba je tak křehká a kniha tak jemná, že jsme ji před digitalizací, i přes její nesporný historický význam, nedovolovali prohlížet nebo studovat“.
Příručka malířství a kaligrafie Studovny deseti bambusů si záhy získala oblibu, zejména u studentů malířství, a udržela si ji po staletí; dotiskována byla až do pozdně čchingské doby. Kniha ovlivnila barevný tisk v celé Číně, v níž připravila cestu pro pozdější, ale známější, Příručku ze Zahrady hořčičného semínka (Ťie-c’-jüan chua-čuan, 芥子園畫傳), a také v Japonsku, kde byla přetištěna a předznamenala vývoj v barevném dřevotisku nišiko-e, používaném především v žánru obrazů ukijo-e.
Druhým významným tiskem Chu Čeng-jena byly Dopisní papíry Studovny deseti bambusů (Š’-ču-čaj ťien-pchu, 十竹齋箋譜), kolekce vzorků papíru, v nichž využil techniku slepotisku kung-chua, aby ilustrace nechal vyniknout pomocí plastického efektu. Přestože kniha byla především katalogem dekorativních dopisních papírů, obsahovala také obrazy skal, lidí, rituálních nádob a dalších objektů, roztříděných do třiadvaceti kategorií. Celkem obsahovala 280 komentovaných vzorů a dvě předmluvy respektovaných vzdělanců. Chu ji publikoval roku 1644 a znovu následující rok. Moderní vydání vyšlo ve čtyřech svazcích mezi léty 1934 a 1941 péčí Čeng Čen-tuoa a Lu Süna, revidované vydání bylo publikováno roku 1952.

### Další publikace
K dalším dílům publikovaným Chuovým nakladatelstvím patřil přetisk Čou Po-čchiho příručky pečetního písma Šest [stylů] kaligrafie, správné a nesprávné (Liou-šu čeng-e, 六書正譌) a související Nezbytná zjištění v kaligrafii (Šu-fa pi-ťi, 書法必稽), která vysvětlovala třídění a varianty znaků, i běžné chyby v psaní.
Se svým bratrem Chu Čeng-sinem sestavil nové vydání základních textů konfuciánských klasiků, nazvané Standardizovaný text Čtyř knih (S’-šu ting-pen pien-čeng, 四書定本辨正, 1640), v němž kladl důraz na správnost textu a vysvětlování výslovnosti znaků. Podobný přístup zaujal i u Nejdůležitějších zásad psaní Tisíce znaků v šesti stylech písma (Čchien-wen liou-šu tchung-jao, 千文六書統要, 1663), které zkompiloval s pomocí svého učitele kaligrafie Li Tenga. Nejdůležitější zásady Chu publikoval po Li Tengově úmrtí, částečně k jeho poctě.
Vedle vydávání soudobých i starších básní Chu se svými bratry sestavil učebnici poezie z textů jejich současníka Jie Tching-sioua, nazvanou jednoduše Diskuse o poezii (Š’-tchan, 詩譚, 1635). K dalším knihám poezie vydaným podnikem bratří Chuů patřily Užitečné zásady pečlivé tvorby ve vybraných tchangských básních (Lej-süan tchang-š’ ču-tao wej-ťi, 類選唐詩助道微機), které byly kompilací několika publikací o tchangské poezii s přidaným Chu Čeng-jenovým kolofonem.
Nakladatelství Deseti bambusů vydávalo i různorodé příručky, například Příručku čtyř- a šestislabičných vhodných frází (S’-liou jüan-jang pchui, 四六鴛鴦譜, 1634), určenou čtenářům toužícím vylepšit si svůj literární styl. K méně známým publikacím nakladatelství patřil text o čínském dominu Pchaj-tchung fu-jü (牌統浮玉), napsaný pod pseudonymem, ale s předmluvou Chu Čeng-jena.

## Galerie

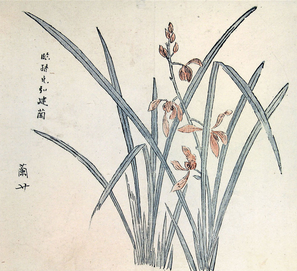
Orchidej
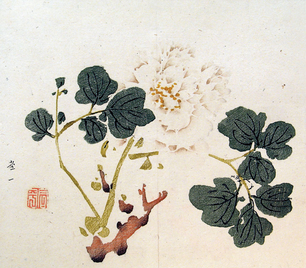
Chryzantéma
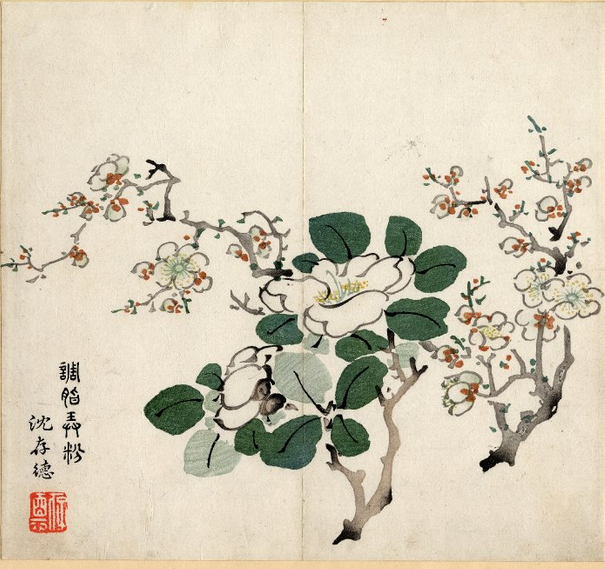
Jabloňové květy
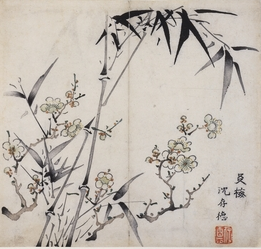
Třešňové květy a bambus
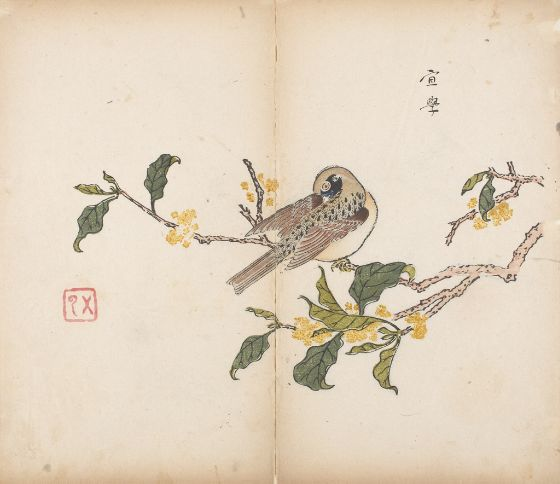
Ptáček na kvetoucí větévce
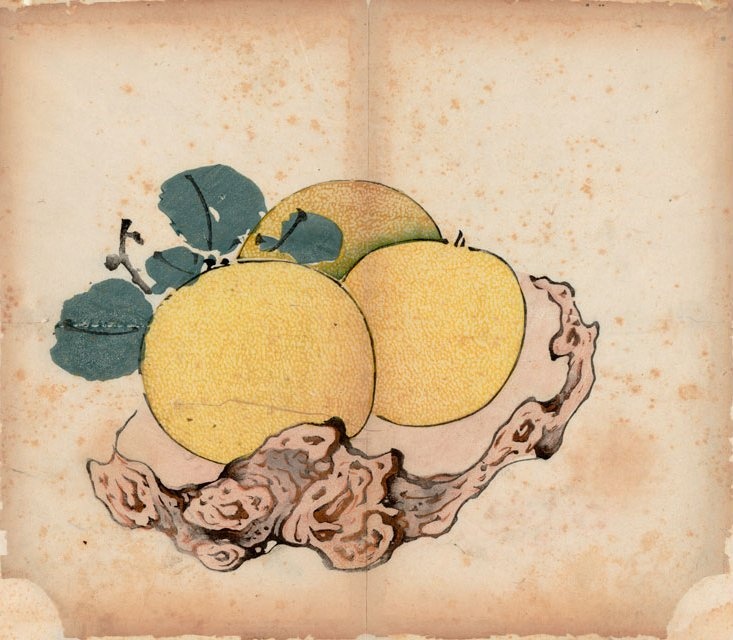
Tři pomeranče na dřevěné podložce
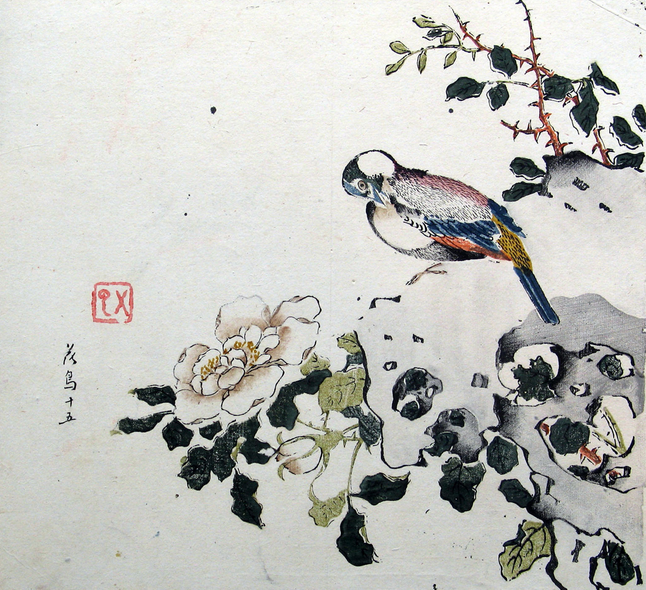
Ptáček na větvi
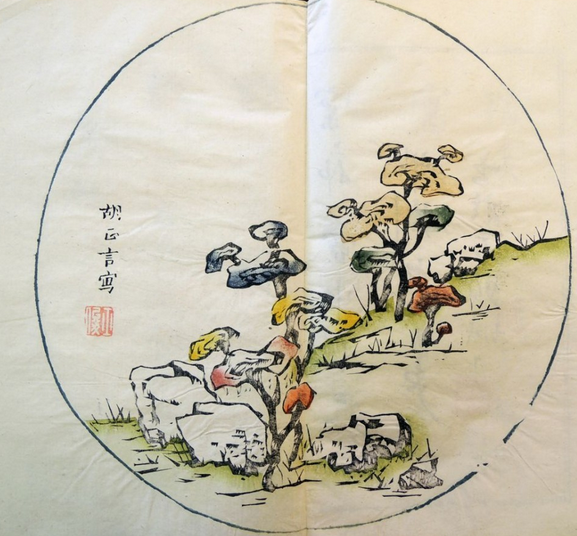
Muchomůrky
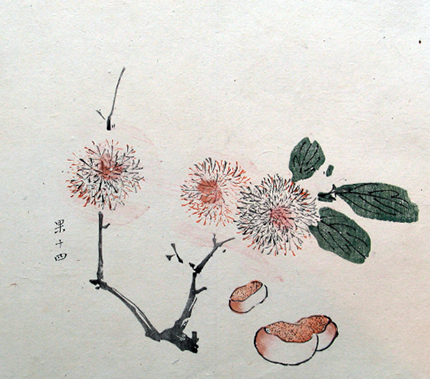
Kaštanovník
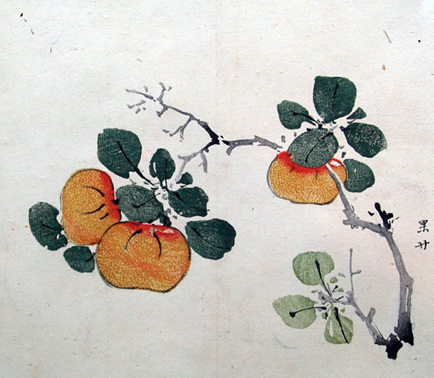
Mandarinky
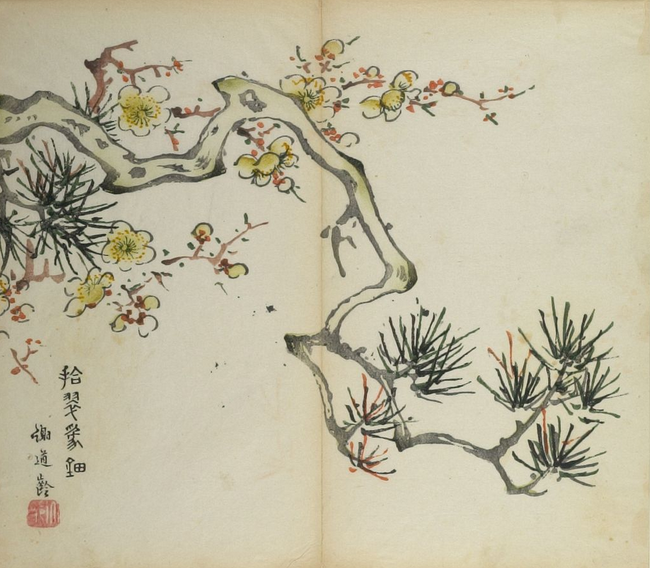
Švestkové květy a borovice
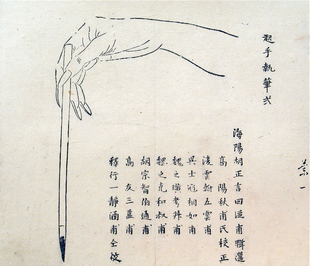
Kresba správného držení štětce

## Tisky
Historikové sestavili seznam 27 publikací Chu Čeng-jenova studia. Vybrané tisky:
- 萬病驗方 (Wan-ping jen-fang, Ověřené léky pro deset tisíc nemocí), 1631, 1641
  - 胡 [CHU], 正心 [Čeng-sin]; 胡 [CHU], 正言 [Čeng-jen], et al. 万病验方 [Wan-ping jen-fang]. [Peking]: 中医古籍出版社 [Čung-i ku-ťi čchu-pan-še], 1991?. [13], 715 s. ISBN 7800133443, ISBN 9787800133442. (čínsky) Moderní vydání.
- 十竹齋刊袖珍本醫書十三種 (Š’-ču-čaj kchan siou-čen-pen i-šu š’-san čung), 1632, 23 ťüanů
- 傷寒三種袖珍本 (Šang-chan san čung siou-čen-pen), 1633
- Chu Čeng-jen (ed.) : 十竹齋書畫譜 (Š’-ču-čaj šu-chua-pchu, Příručka malířství a kaligrafie Studovny deseti bambusů), 1633
  -  十竹齋書畫譜 [Š’-ču-čaj šu-chua-pchu]. [Ťi-nan]: 山东美术出版社 [Šan-tung mej-šu čchu-pan-še], 2000. ISBN 7533014545, ISBN 9787533014544. (čínsky) Moderní vydání edice z roku 1879, jeden svazek.
- ČCHIEN Š’-šeng: 皇明表忠紀 (Chuang Ming piao-čung ťi, Životopisy příkladných [služebníků] mingského císaře), 1633, 12 ťüanů
- KCHUNG Čen-jün: 皇明詔制 (Chuang Ming čao-č’, Edikty mingských císařů), 1634, 10 ťüanů
- ČOU Po-čchi: 六書正譌 (Liou-šu čeng-e, Šest [stylů] kaligrafie, správné a nesprávné), 1634, 5 ťüanů
- SU Jen: 四六鴛鴦譜 (S’-liou jüan-jang pchui, Příručka čtyř- a šestislabičných vhodných frází), 1634, 6 ťüanů
- JIE Tching-siou: 詩譚 (Š’-tchan, Diskuse o poezii), 1635, 1 ťüan
- PCHAN Jou-lung: 古今詩餘醉 (Ku-ťin š’ jü-cuej), 1636, 15 ťüanů
- CHU Čeng-sin, Chu čeng-jen (ed.) 四書定本辨正 (S’-šu ting-pen pien-čeng, Standardizovaný text Čtyř knih), 1640
- ČUNG Li: 牌統浮玉 (Pchaj-tchung fu-jü), 1640
- 十竹齋箋譜 (Š’-ču-čaj ťien-pchu, Dopisní papíry Studovny deseti bambusů), 1644, 1645
  -  十竹齋箋譜 [Š’-ču-čaj ťien-pchu]. [Peking]: 榮寳齋新記 [Žung-pao čaj sin-ťi], 1952. (čínsky) Moderní vydání ve 4 svazcích.
- 書法必稽 (Šu-fa pi-ťi, Nezbytná zjištění v kaligrafii), nedatováno
- ČOU Žu-teng et al.: 類選唐詩助道微機 (Lej-süan tchang-š’ ču-tao wej-ťi, Užitečné zásady pečlivé tvorby ve vybraných tchangských básních), nedatováno
- 印存初集 (Jin-cchun čchu-ťi, Zachované pečetě, první sbírka), 1647
  -  印存初集 [Jin-cchun čchu-ťi]. [Ťi-nan]: 齊魯書社 [Čchi-lu šu-še], 1997. (čínsky) Moderní vydání, katalog pečetí.
- 印存玄覽 (Jin-cchun süan-lan), 1660–1661
  -  印存玄覽 [Jin-cchun süan-lan]. [Peking]: 國家圖書舘出版社 [Kuo-ťia tchu-šu-kuan čchu-pan-še], 1997. (čínsky) Moderní vydání ve 2 svazcích, katalog pečetí.
- LI Teng: 千文六書統要 (Čchien-wen liou-šu tchung-jao, Nejdůležitější zásady psaní Tisíce znaků v šesti stylech písma), 1663, Li Čung-čching a Li Siang-jen ověření textu, Chu Čeng-jen příprava vydání a desek
  -  千文六書統要 附 篆法偏旁正譌歌 [Čchien-wen liou-šu tchung-jao fu Čuan-fa pchien-pchang čeng-e-ke]. [Peking]: 北京出版社 [Pej-ťing čchu-pan-še], 1997. (čínsky) Moderní vydání.